# سیارک ۴۳۵۵
سیارک ۴۳۵۵ (به انگلیسی: 4355 Memphis، نامگذاری:3524P-L) چهار هزار و سیصد و پنجاه و پنجمین سیارک کشف شده‌است که در ۱۷ اکتبر ۱۹۶۰ کشف شد.
قدر مطلق سیارک برابر ۱۲٫۹۰ است.